# Спокуса святого Антонія (Далі)
«Спокуса святого Антонія» (ісп. La tentación de San Antonio) — картина іспанського художника Сальвадора Далі, написана у 1946 році на тему житія Антонія Великого.

## Опис
У 1946 році американський кінопродюсер Альберт Левайн оголосив конкурс на створення образу спокушуваного святого до фільму за новелою Гі де Мопассана «Любий друг» (переможцем став Сакс Ернст). На цей конкурс й було написане полотно «Спокуса святого Антонія». Образ цього святого неодноразово використовувався в мистецтві до Далі. Наприклад, його улюблений Босх створив триптих на аналогічну тему. Робота з такою ж назвою зустрічається й у Сезанна.
Святий Антоній це ранньохристиянський подвижник, відлюдник, що жив у пустелі в III—IV століттях. Антихрист, спокушуючи праведника, насилав на нього всілякі спокусливі гріховні видіння. Одного разу нечистий сам з'явився преподобному у вигляді найгарнішої оголеної діви (діву можна розгледіти на картині, вона стоїть на слоні в еротичній позі).
На полотні Далі ці гріхи несуть на собі тварини на тонких павучих ніжках. Якщо б святий хоч на хвилину піддався спокусі — то ніжки б зламалися, а гріхи впали на землю, на самого Антонія.